# Avenue des mystères
Avenue des mystères (titre original : Avenue of Mysteries) est le quinzième roman de l'écrivain américain John Irving. Il a été publié aux États-Unis par Simon & Schuster le 3 novembre 2015, puis traduit en français et publié le 6 mai 2016.

## Résumé
Lors d’un voyage aux Philippines, Juan Diego Guerrero, écrivain américain célèbre et vieillissant, revit en rêves récurrents les épisodes de son adolescence au Mexique, à la lisière de la décharge publique de Oaxaca où lui et sa sœur Lupe ont grandi.

## Personnages principaux
- Juan Diego Guerrero : personnage principal, ancien professeur et écrivain
- Lupe : sa sœur
- Jefe Rivera : son père, propriétaire de la décharge publique
- Esperanza : sa mère, prostituée
- Pères Alfonso et Octavio : jésuites responsables de l'orphelinat
- Miriam et Dorothy : mère et fille, femmes rencontrées par Juan à l'aéroport JFK, elles seront présentes tout le long du voyage de Juan.
- Eduardo Bonshaw : jésuite américain, père adoptif de Juan
- Flor : travesti, épouse de Eduardo, mère adoptive de Juan
- Clark : ancien étudiant de Juan